# Holding Back the Years
Holding Back the Years ist ein Lied von Simply Red aus dem Jahr 1985, das von Mick Hucknall und Neil Moss geschrieben wurde.

## Geschichte
Im Alter von 17 Jahren schrieb Mick Hucknall die Rohfassung des Liedes. Im Text verarbeitete Hucknall seine Vergangenheit, in der seine Mutter ihn und seinen Vater verließ, als er drei Jahre alt war, sowie seine Schulzeit.
1982 bearbeitete er mit Neil Moss die Ballade und nahm den Titel mit seiner Band Frantic Elevators auf.
1984 nahm Hucknall mit seiner Band Simply Red Holding Back the Years für das Album Picture Book auf und verbuchte damit 1985/1986 einen großen Erfolg. Die Veröffentlichung fand am 4. November 1985 statt.
In der Episode Lady Love von Miami Vice ist der Song zu hören.
Dem 1985 beim Label Elektra Records veröffentlichten Titel folgte im folgenden Jahr eine erfolgreichere Version von WEA Records.

## Musikvideo
Das Musikvideo wurde in der britischen Küstenstadt Whitby gedreht. In der Handlung des Videos durchlebt Mick Hucknall seine Kindheit und auch seine Jugend, dabei werden auch Zwischenszenen eingeblendet.

## Kommerzieller Erfolg

### Chartplatzierungen
| ChartsChartplatzierungen       | Höchstplatzierung | Wochen |
| ------------------------------ | ----------------- | ------ |
| Österreich (Ö3)                | 22 (6 Wo.)        | 6      |
| Vereinigte Staaten (Billboard) | 1 (23 Wo.)        | 23     |
| Vereinigtes Königreich (OCC)   | 2 (19 Wo.)        | 19     |

| ChartsJahrescharts (1986)      | Platzierung |
| ------------------------------ | ----------- |
| Vereinigte Staaten (Billboard) | 22          |
| Vereinigtes Königreich (OCC)   | 33          |

### Auszeichnungen für Musikverkäufe
| Land/Region                  | Auszeichnungen für Musikverkäufe (Land/Region, Auszeichnung, Verkäufe) | Verkäufe |
| ---------------------------- | ---------------------------------------------------------------------- | -------- |
| Vereinigtes Königreich (BPI) | Platin                                                                 | 600.000  |
| Insgesamt                    | 1× Platin ·                                                            | 600.000  |

Hauptartikel: Simply Red/Auszeichnungen für Musikverkäufe

## Coverversionen
Das Lied wurde von mehreren anderen Interpreten gecovert. Teile davon fanden als Samples Verwendung in anderen Stücken.
- 1994: Brand Nubian (Hold On)
- 1995: Randy Crawford
- 1996: The Isley Brothers
- 1998: Little Jimmy Scott
- 1999: Another Level
- 2000: Angie Stone
- 2006: Etta James
- 2011: Gretchen Parlato